# Östra Kyrkogatubron
Östra Kyrkogatubron var en järnbro över Östra Hamnkanalen i linje med Kyrkogatan i Göteborg. Den knöt samman den västra delen av Östra Hamngatan med den östra, fick sitt namn 1883 och raserades i samband med att kanalen fylldes igen år 1900.